# À toi... toujours
Pour les articles homonymes, voir Casta Diva, Casta et Diva.
Pour plus de détails, voir Fiche technique et Distribution.
À toi... toujours (Casta Diva) est un film franco-italien réalisé par Carmine Gallone, sorti en 1954.

## Synopsis
La vie et la mort du compositeur italien Vincenzo Bellini, qui a vécu au XIXe siècle et qui meurt à l'âge de 33 ans.

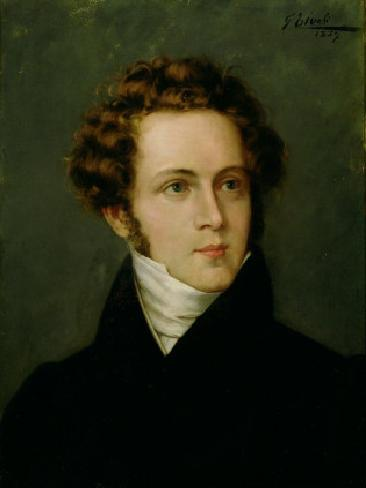
Portrait de Vincenzo Bellini.

## Fiche technique
- Titre original : Casta Diva
- Titre français : À toi... toujours
- Réalisation : Carmine Gallone
- Scénario : Carmine Gallone, Walter Reisch, Agenore Incrocci, Furio Scarpelli, Luigi Filippo D'Amico et Léo Joannon
- Pays d'origine :  Italie -  France
- Format : Couleurs - 1,37:1 - Mono
- Genre : biographie
- Date de sortie : 1954

## Distribution

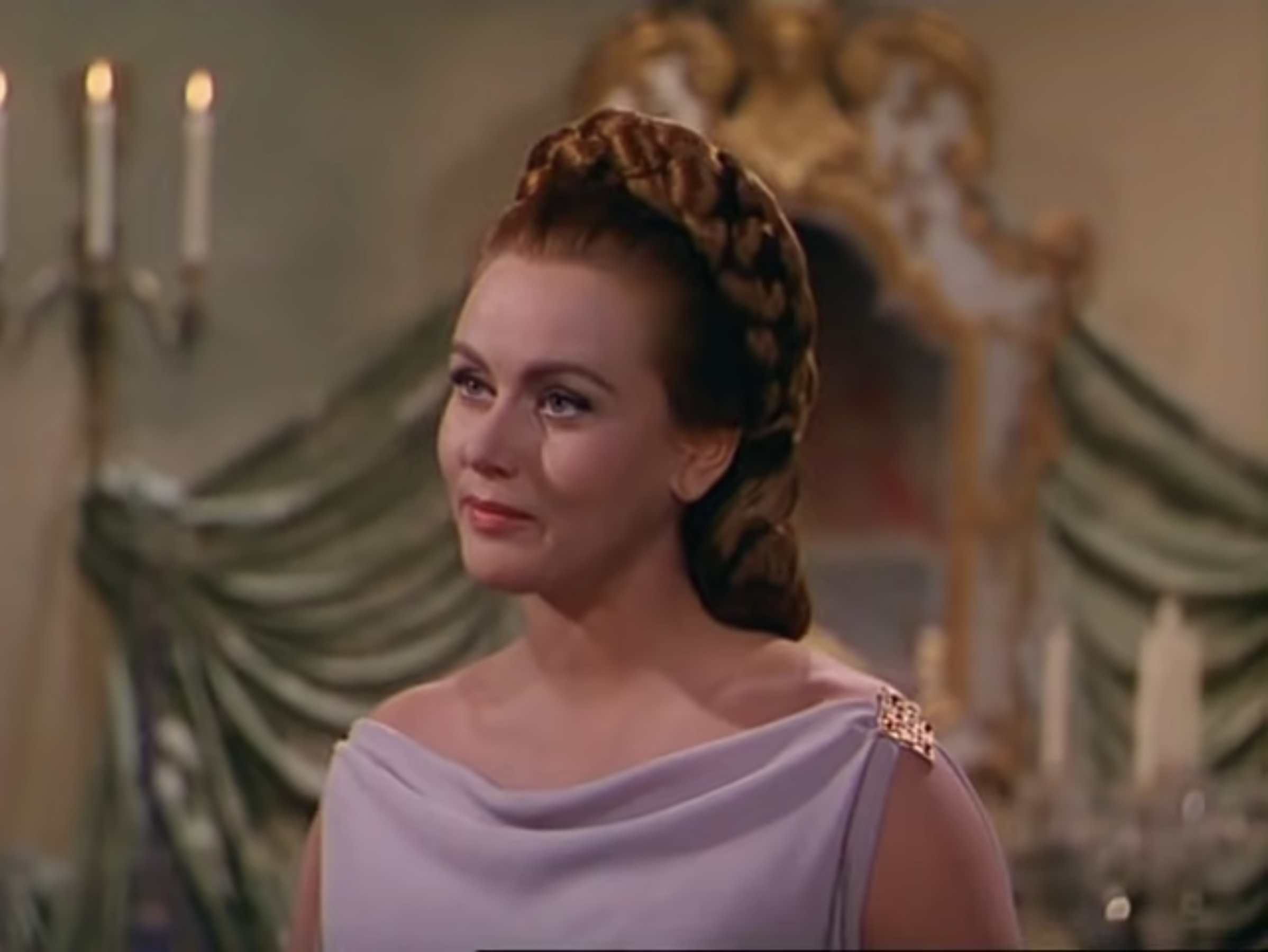
Nadia Gray dans une scène du film.

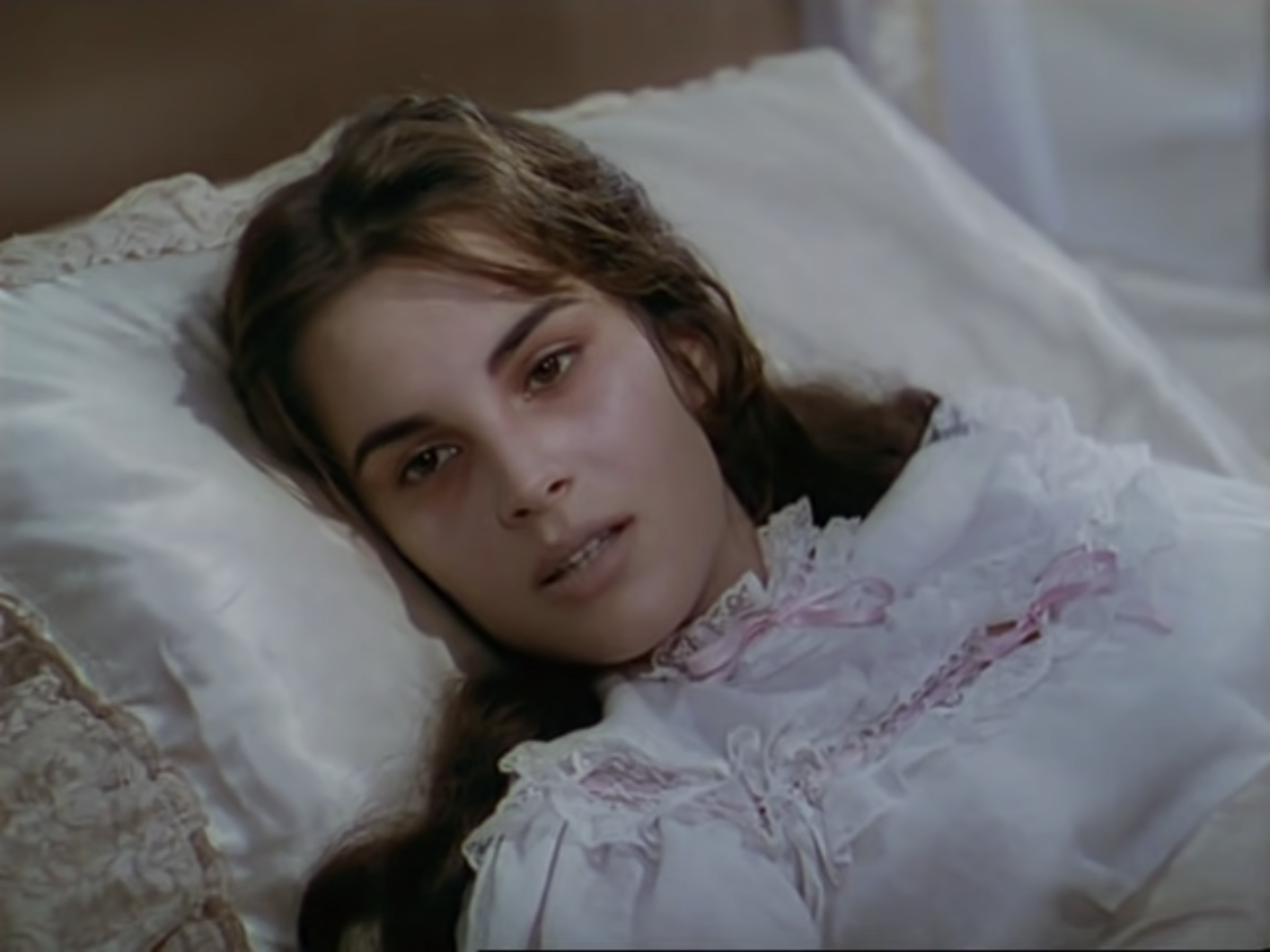
Antonella Lualdi dans une scène du film.

- Antonella Lualdi : Maddalena Fumaroli
- Nadia Gray : Giuditta Pasta
- Maurice Ronet : Vincenzo Bellini
- Fausto Tozzi : Gaetano Donizetti
- Jacques Castelot : Ernesto Tosi
- Marina Berti : Beatrice Turina
- Renzo Ricci : Giudice Fumaroli
- Jean Richard : Fiorillo
- Danilo Berardinelli : Niccolò Paganini
- Paola Borboni : Signora Monti
- Manlio Busoni : Domenico Barbaja
- Nicla Di Bruno : La ballerina
- Lauro Gazzolo : Signor Monti
- Dante Maggio : Il pazzariello
- Camillo Pilotto : Rettore Conservatorio
- Luigi Tosi : Felice Romani
- Nino Vingelli : Il guappo
- Mario Passante : Ferdinand Ier (roi des Deux-Siciles)
- Caterina Mancini : Cantante
- Gianni Poggi : Cantante
- Giulio Neri : Cantante